# This Heat
This Heat fue un trío británico de rock experimental formado en 1976 en Camberwell, Londres por Charles Bullen (guitarra, clarinete y cintas magnéticas), Charles Hayward (batería, cintas magnéticas y voz) and Gareth Williams (bajo, cintas magnéticas, teclados y voz). Se mantuvo activo hasta su separación en 1982.
El estilo musical de This Heat en su primer álbum podemos escuchar sonidos ligados al industrial, experimental, post-hardcore y krautrock y en su segundo álbum encontramos más sonidos ligados al no wave, post-punk y al avant-prog. Son considerados pioneros del post-punk, introduciendo técnicas experimentales de la música industrial y la edición con cintas electromagnéticas en un EP y 2 LPS, que no obtuvieron éxito comercial, aunque con el paso del tiempo la banda se convierte en todo un paradigma dentro del underground. A pesar de que This Heat nunca fue un grupo que llegó al éxito comercial, se convirtieron al paso del tiempo en una banda con un enorme legado de culto y formando igual parte del seguimiento de culto.
La influencia de This Heat a pesar de nunca llegar a un éxito, ha sido de enorme legado que grupos y músicos como: Nisennenmondai, Guapo, Preoccupations, The Dead C, The Sound of Animals Fighting, Young Knives, Trans Am, entre muchos otros; mencionaron a This Heat como una de sus principales influencias y inspiraciones. Grupos como LCD Soundsystem y Massive Attack le han realizado sencillos tributo a This Heat.
El grupo únicamente lanzó dos álbumes de estudio "This Heat" de 1979 y "Deceit" de 1981.
En el 2016 This Heat hizo un regreso con dos miembros de la alineación original con otro nombre del grupo llamado This Is Not This Heat, únicamente Charles Bullen y Charles Hayward fueron los únicos que reanudaron el regreso del grupo, ya que Gareth Williams ya había fallecido en el 2001 a causa de cáncer. Bullen y Hayward se reunieron como This Is Not This Heat desde 2016 hasta 2019.

## Historia
A principios de los años 70 Charles Hayward formaba parte de la banda de jazz-rock Quiet Sun, junto a Bill McCormic, David Jarret y Phil Manzanera (quien terminaría formando parte de Roxy Music). La banda se separó poco después de lanzar su primer disco en 1975 con Island Records. Durante este periodo conoce al guitarrista Charles Bullen, con quien pone en marcha las bases en formato experimental del futuro sonido de la banda. Poco después conocerá a Gareth Williams, propietario de una tienda de discos, fanático de los sonidos poco convencionales y carente de cualquier conocimiento musical. El trío elige el nombre "This Heat" en referencia a la ola de calor histórica de 1976 en las islas británicas.       
En 1977 graban su primera maqueta casera, una copia llega a las manos de John Peel, y este les invita a grabar una de sus "Peel sessions". En esos momentos se instalan en los que llaman "Cold Storage Studios", que adaptaron en el espacio del congelador de una antigua fábrica en Brixton.
Su primer álbum This Heat se grabó entre 1976 y 1978, se lanzó en 1979 con la discográfica Piano. Una obra abstracta definida como distópica y ruidosa, donde destaca el uso de manipulación de cintas y reproducciones en bucle de bases abstractas muy destacado en el collage sónico "24 Track Loop", en su conjunto recuerda a manifestaciones del género musical del no wave del que eran contemporáneos. Poco después publican Health and Efficiency que adelantará el sonido más cercano a bases rock de su siguiente disco.
El segundo y último álbum será Deceit, editado por Rough Trade Records en 1981, manteniendo el enfoque experimental incorporan estructuras más coherentes. La temática del disco gira en torno a la preocupación por un conflicto a gran escala dentro del periodo de la guerra fría y es abiertamente crítico contra la política de confrontación del momento y el consumo masivo. Poco después de terminar la grabación Williams abandona el proyecto para irse de viaje a la India. La banda continuaría tocando hasta 1982.
La reunión de la banda se frustra con la muerte de Williams en 2001. en 2016 Hayward y Bullen se reunirían bajo el nombre de This is Not This Heat junto con Thurston Moore (ex Sonic Youth) en una serie de conciertos.

## Integrantes

### Exintegrantes
- Charles Bullen - vocal, guitarra, clarinete, viola (1976 - 1982, 2016 - 2019)
- Charles Hayward - vocal de apoyo; teclados, batería (1976 - 1982, 2016 - 2019)
- Gareth Williams - vocal de apoyo, guitarra, teclados, bajo (1976 - 1982) (fallecido en el 2001)

## Discografía

### Álbumes de estudio
- 1979: "This Heat" (Piano)
- 1981: "Deceit" (Rough Trade Records)

### EPs
- 1980: "Health and Efficiency" (Piano)

### Recopilaciones
- 1977: "John Peel Shows" (sesiones John Peel, bootleg de 1977 donde se incluyen demos)
- 1979: "Scala" (bootleg realizado en 1979, concierto en vivo en Londres)
- 1980: "Live at I.C.A. Club 1980" (relanzado en el 2007, concierto en Londres en vivo desde el "Instituto de Artes Contemporáneo (ICA)")
- 1980: "This Heat Live" (concierto realizado en Krefeld, Alemania, únicamente en casete)
- 1982: "Final Revelations" (concierto independiente, versión plus con demos)
- 1982: "Recommended Records Sampler" (recopilación de varios artistas, incluido 1 sencillo de This Heat incluyendo artistas como: Univers Zéro, The Residents, Henry Cow, Decibel, etc.)
- 1982: "This Heat with Mario Boyer Diekuuroh" (split con Albert Marcoeur)
- 1988: "The Peel Sessions" (EP)
- 1993: "Repeat"
- 1996: "Made Available: John Peel Sessions" (recopilación de sencillos de This Heat)
- 2006: "Out of Cold Storage" (recopilación de 6 CD)
- 2006: "Face Hand Shy: Rarities" (recopilación del EP "Health and Efficiency" y que también incluye demos de sus sesiones John Peel al igual que sencillos de Mario Boyer Diekuuroh y sencillos en vivo sin fecha de dato)